# Liste der Naturdenkmale in Egesheim
| Naturdenkmale | Anzahl |
| ------------- | ------ |
| FND           | 0      |
| END           | 2      |
| Gesamt        | 2      |

Die Liste der Naturdenkmale in Egesheim nennt die verordneten Naturdenkmale (ND) der im baden-württembergischen Landkreis Tuttlingen liegenden Gemeinde Egesheim. In Egesheim gibt es insgesamt zwei als Naturdenkmal geschützte Objekte, keines ist ein flächenhaftes Naturdenkmal (FND), beide sind Einzelgebilde-Naturdenkmale (END).
Stand: 31. Oktober 2016.

## Einzelgebilde (END)
| Name                     | Bild | Kennung     | Einzelheiten | Position | Fläche Hektar | Datum         |
| ------------------------ | ---- | ----------- | ------------ | -------- | ------------- | ------------- |
| Beilsteinhöhle           |      | 83270130003 | Egesheim     | ⊙        | 0,0           | 16. Dez. 1991 |
| Heidentor                |      | 83270130005 | Egesheim     | ⊙        | 0,0           | 16. Dez. 1991 |
| Legende für Naturdenkmal |      |             |              |          |               |               |